# عباس الجمل
عباس الجمل Abbas El Gamal، مهندس كهرباء ورجل أعمال وعالم مصري أمريكي من مواليد 30 أيار مايو 1950، اشتهر بتطويره لعدد من النظريات الهامة في مجال شبكات الاتصال وأجهزة الاستشعار وأنظمة التصوير ، ويشغل حالياً منصب أستاذ الهندسة في جامعة ستانفورد الأمريكية، وقد أسَّس وشارك في تأسيس عدد من شركات الاتصالات وشركات التكنولوجيا الحيوية بالإضافة لمشاركته في المجالس الاستشارية الفنية والجمعيات العلميَّة.

## السيرة الأكاديمية

### التعليم
بدأ عباس الجمل تحصيله الدراسي في مصر فحصل على إجازة في الهندسة الكهربائية من جامعة القاهرة عام 1972 مع مرتبة الشرف الأولى، انتقل بعدها إلى الولايات المتحدة الأمريكية وهناك التحق بجامعة ستانفورد وحصل على ماجستير في الهندسة الكهربائية عام 1975، وماجستير في علم الإحصاء عام 1977، ودكتوراه من نفس الجامعة عام 1978.

### الوظيفة الأكاديمية
شغل عباس الجمل منصب أستاذ مساعد في قسم الهندسة الكهربائية في جامعة ستانفورد بين الأعوام 1978 – 1980، واستمرَّ كأحد أعضاء الهيئة التدريسية في قسم الهندسة الكهربائية منذ عام 1981 حتى الآن، وخلال هذه الفترة شغل منصب مدير مختبر نظم المعلومات بين الأعوام 2004 – 2009، وأصبح رئيساً لقسم الهندسة الكهربائية في جامعة ستانفورد بين الأعوام 2012 – 2017.
أما في تخصصه الرئيسي «نظرية معلومات الشبكة» فقد درس عباس الجمل حدود الأداء المطلقة لشبكات الاتصال وطوَّر عدداً من الخوارزميات والبروتوكولات للوصول لهذه الحدود، ونشر أوراقاً بحثير كثيرة استُشهد بها مراراً حول العديد من المشكلات الكلاسيكية في هذا المجال وشارك في تأليف كتابه المدرسي الأول «نظرية معلومات الشبكة»، بالإضافة لذلك كان عباس الجمل رائداً في تطوير مصفوفات البوابات القابلة للبرمجة (FPGA) كنوع من الدارات المتكاملة التي يمكن إعادة تشكيلها كهربائياً لتنفيذ وظائف ومهام مختلفة، وحصل بفضل ذلك على العديد براءات الاختراع حول هذا الموضوع المعقد، وكتب الكثير من الأوراق البحثية التي استُشهد بها بشكل كبير في المجالات الهندسية وفي أبحاث تصميم الأنظمة الرقمية.
كان عباس الجمل أيضاً شخصية محورية في تطوير أجهزة استشعار صور CMOS وهي التكنولوجيا التي تستخدم على نطاق واسع اليوم في الهواتف المحمولة والكاميرات الرقمية، وقاد بنفسه مشروع الكاميرا الرقمية القابلة للبرمجة والذي كان نقطة الانطلاق الرئيسية لتحفيز عدد من الابتكارات الرئيسية في هذا المجال ومول العديد من طلاب الدكتوراه الذين أصبحوا روَّاداً في صناعة أجهزة استشعار الصور، وطوَّر مع فريقه أجهزة هامة حازت على جوائز بارزة في هذا الموضوع.

### في مجال الأعمال
انضم عباس الجمل إلى شركة LSI في عام 1984 كمدير لمختبر أبحاث النظم الذي أنشأته الشركة حديثاً، والذي تطور لاحقاً ليصبح قسم منتجات استهلاكية ناجح جداً.
وفي عام 1986 أسس عباس الجمل شركة ACTEL وهي ثاني شركة مصفوفات البوابات القابلة للبرمجة مصفوفة البوابات المنطقية القابلة للبرمجة في العالم، وقدَّمت هذه الشركة العديد من الاختراعات الرئيسية في مجال هندسة مصفوفات البوبات القابلة للبرمجة، وشغل العديد من المناصب الهامة في الشركة بما في ذلك المدير العلمي للشركة حتى عام 1990، وفي عام 2010 استحوذت شركة Microsemi على شركة ACTEL.
أسَّس الجمل أيضاً في عام 1990 شركة Silicon Architects لتكون واحدة من أولى شركات رقائق السيليكون في العالم، وشغل فيها العديد من المناصب بما في ذلك كبير الموظفين التقنيين ونائب رئيس الشركة، حتى استحوذت عليها أخيراً شركة سينوبسيس في العام 1995.
وفي عام 1998 شارك عباس الجمل في تأسيس شركة pixim وهي شركة الاتصالات التي طوَّرت شرائح الكاميرات الرقمية القائمة على تقنية Digital Pixel Sensor والتي طورها فريقه في قسم الهندسة الكهربائية في جامعة ستانفورد، وفي عام 2012 استحوذت شركة Sony Electronics العملاقة على شركة pixim ، وفي عام 2011 شاركت عباس الجمل في تأسيس شركة inscopix وهي شركة تكنولوجيا حيوية مختصة في التقانة العصبية تسعى لتطوير أدوات وأجهزة لمراقبة نشاط الدماغ البشري، ومازال الجمل يشغل منصب عضو إدارة في الشركة حتى الآن.
عمل عباس الجمل أيضاً في مجلس إدارة شركة Numerical Technologies التي طورت برمجيات هامة لتصميم وتصنيع الدارات المتكاملة ذات الطول الموجي والتي بيعت لاحقاً لشركة سينوبسيس، كما عمل أيضاً في مجلس إدارة شركة Berkeley Design Automation التي طورت أدوات اتصال عديدة في مجال الإشارات المختلطة والتردد اللاسلكي والتحقق الرقمي ، والتي استحوذت عليها شركة Mentor Graphics في عام 2014 ، وعمل الجمل أيضاً في المجلس الاستشاري التقني للعديد من شركات وادي السيليكون الأخرى بما في ذلك Ion Torrent Systems التي طورت منصات تسلسل الحمض النووي والتي تم شراؤها لاحقاً من قبل شركة Life Technologies.